# Epilogo (film 1983)
Epilogo (Послесловие) è un film del 1983 diretto da Marlen Chuciev.

## Trama
Il film racconta di un uomo che viene a visitare sua figlia a Mosca, ma lei è attualmente in viaggio d'affari, quindi è costretto a trascorrere una settimana in compagnia del genero, che ha una posizione di vita completamente diversa.